# Palác mládeže a sportu

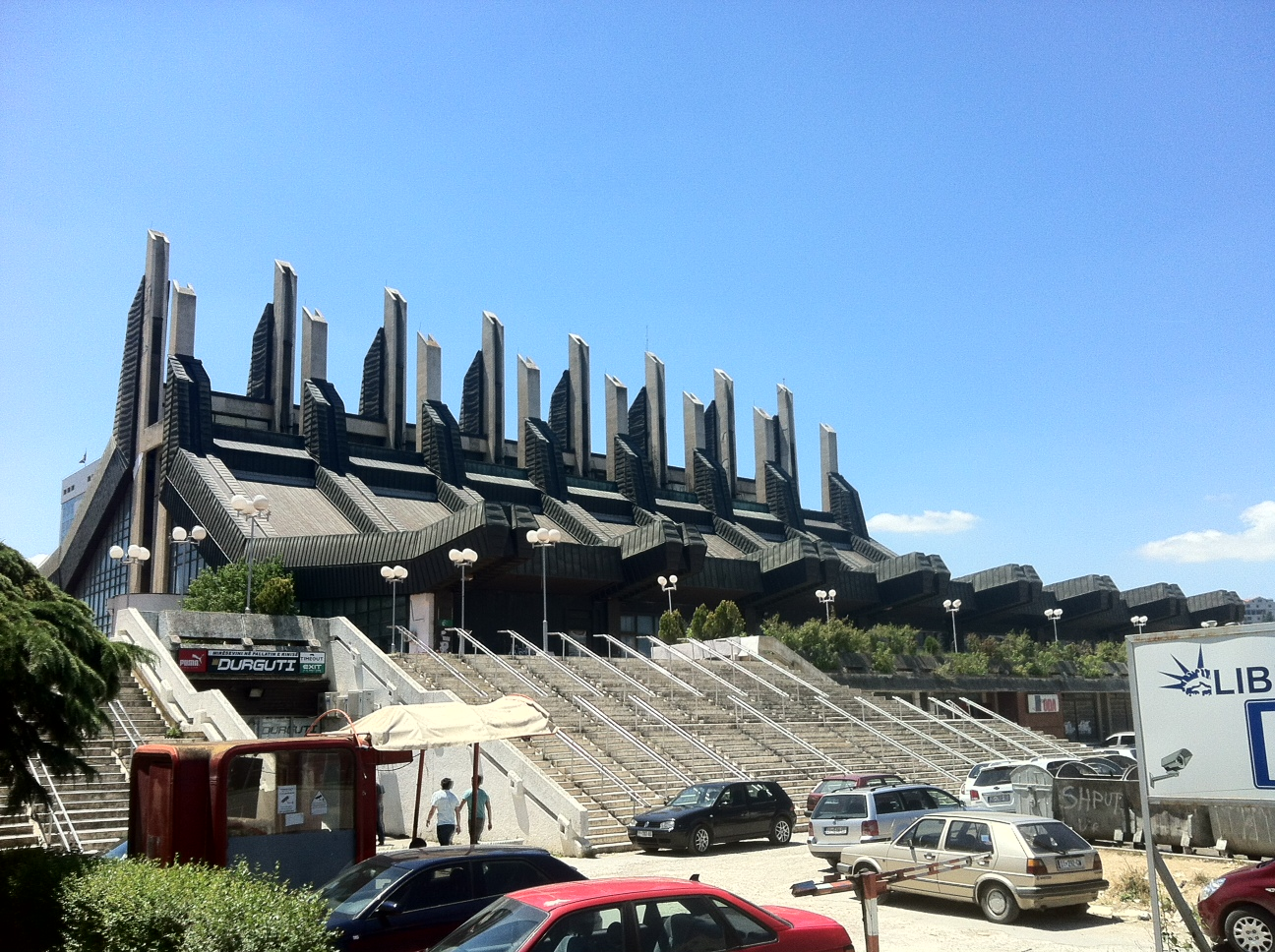
Boční strana budovy

Palác mládeže a sportu (albánsky Pallati i Rinise dhe Sporteve, srbsky Палата омладине и спорта/Palata omladine i sporta) se nachází v kosovské metropoli Prištině. Jedná se o jednu z dominantu měst, která vznikla v 70. letech 20. století ve stylu brutalismu podle návrhu architekta Živorada Jankoviće. Má dvě arény s kapacitou 8 000 a 3 000 diváků.
Před budovou se nachází památník Newborn, připomínající vyhlášení nezávislosti Kosova v roce 2008.

## Historie
Palác byl vybudován podle závěrů referenda z roku 1975, které bylo v tehdejším hlavním městě autonomní oblasti Kosovo vypsáno. Většina hlasujících se vyslovila pro zbudování velké haly. Potřeba velkého sportovního centra pro rychle rostoucí Prištinu s obyvatelstvem podstatně mladším, než byl celojugoslávský průměr, byla nezpochybnitelná. Architektonická soutěž na objekt však byla vyhlášena ještě dříve, a to v roce 1970. V ní zvítězila trojice architektů v sestavě Ljerka Lulić, Jasna Nosso a Dinko Zlatarić. Jejich návrh radiálně brutalistní stavby s nápadnými kovovými prvky zaujal celojugoslávské architektonické časopisy, byl však až příliš odvážný na realizaci. Odpovědné autority se však nerozhodly stavbu realizovat, což vedlo k nespokojenosti týmu architektů a jeho následnému nahrazení projektem který zvítězil na druhém místě – v jeho čele stál Živorad Janković, a jehož součástí byli také Halid Muhasilović a Sretka Ešpeka. Dva uvedení architekti se již podíleli na projektu sportovní haly Skenderija v Sarajevu, která byla jedním z míst, kde se konaly zimní olympijské hry v roce 1984. Sám Janković vyprojektoval několik sportovních objektů ve větších městech tehdejší Jugoslávie. 
Původní projekt budovy počítal i s výstavbou mostů pro pěších k budově místního nádraží a hotelu Prishtina v centru města, nicméně tento záměr nakonec nebyl uskutečněn. Bylo také rozhodnuto o zrušení krytého bazénu, čímž poklesla atraktivita celkového objektu. 
Stavební práce trvaly šest let; zahájeny byly roku 1976, a slavnostní otevření haly se uskutečnilo roku 1982. Za výstavbu byla odpovědná kosovská společnost Ramiz Sadiku, v projektu byly použity unikátní ocelové konstrukce. Jugoslávští komunisté pojmenovali objekt podle dvou partyzánů; Bora Vukmiroviće a Ramize Sadiku. Příkladně byl vybrán jeden partyzán srbské a druhý albánské národnosti, aby tak byla zdůrazněna oficiální politika Bratrství a jednoty. Od té doby byla hala známa pod názvem Boro a Ramiz.
Hala byla ve své době novátorská i díky vzniku obchodních prostor, které měly generovat zisk a pomáhat tak finančně zajistit provoz objektu do budoucna. 
V roce 1999 po válce v Kosovu byl objekt využíván jednotkami KFOR a později UNMIK. 
Palác byl poničen požárem, který vypukl dne 25. února 2000. Následovala částečná rekonstrukce objektu, nicméně po dlouhou dobu nebylo užívání větší haly s kapacitou osmi tisíc diváků možné. Financování realizovala tzv. Kosovská vláda v exilu, která na něj uskutečnila veřejnou sbírku mezi kosovskými emigranty, žijícími v zahraničí. Namísto sportu byla stavba využívána pro potřeby obchodu, jako škola nebo jako garáž. 
Komplexnější obnova paláce je po několika desítkách let jeho užívání nezbytná. Vlastnictví haly je předmětem sporu mezi Kosovskou privatizační agenturou a městem Prištinou.